# أدريان كارتر
أدريان كارتر (بالإنجليزية: Adrian Carter)‏ هو مهندس معماري بريطاني، ولد في 1959.